# وارنر ميلر
وارنر ميلر (بالإنجليزية: Warner Miller)‏ هو سياسي أمريكي، ولد في 12 أغسطس 1838 في الولايات المتحدة، وتوفي في 21 مارس 1918 في نيويورك في الولايات المتحدة. حزبياً، نشط في الحزب الجمهوري. وقد انتخب عضو جمعية ولاية نيويورك وانتخب عضو مجلس النواب الأمريكي وانتخب عضو مجلس الشيوخ الأمريكي.